# مرسک

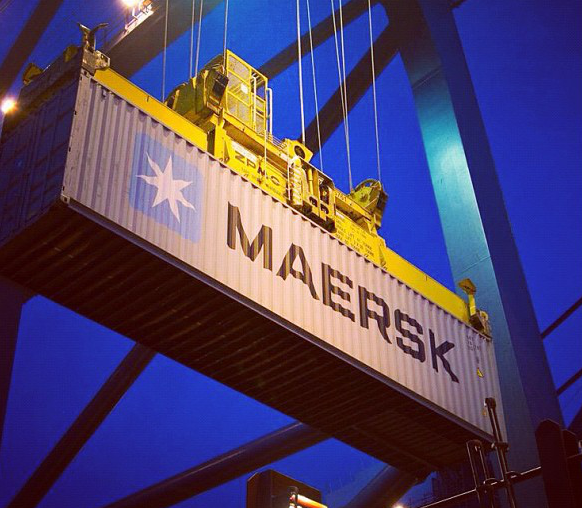
کانتینر مِرسک

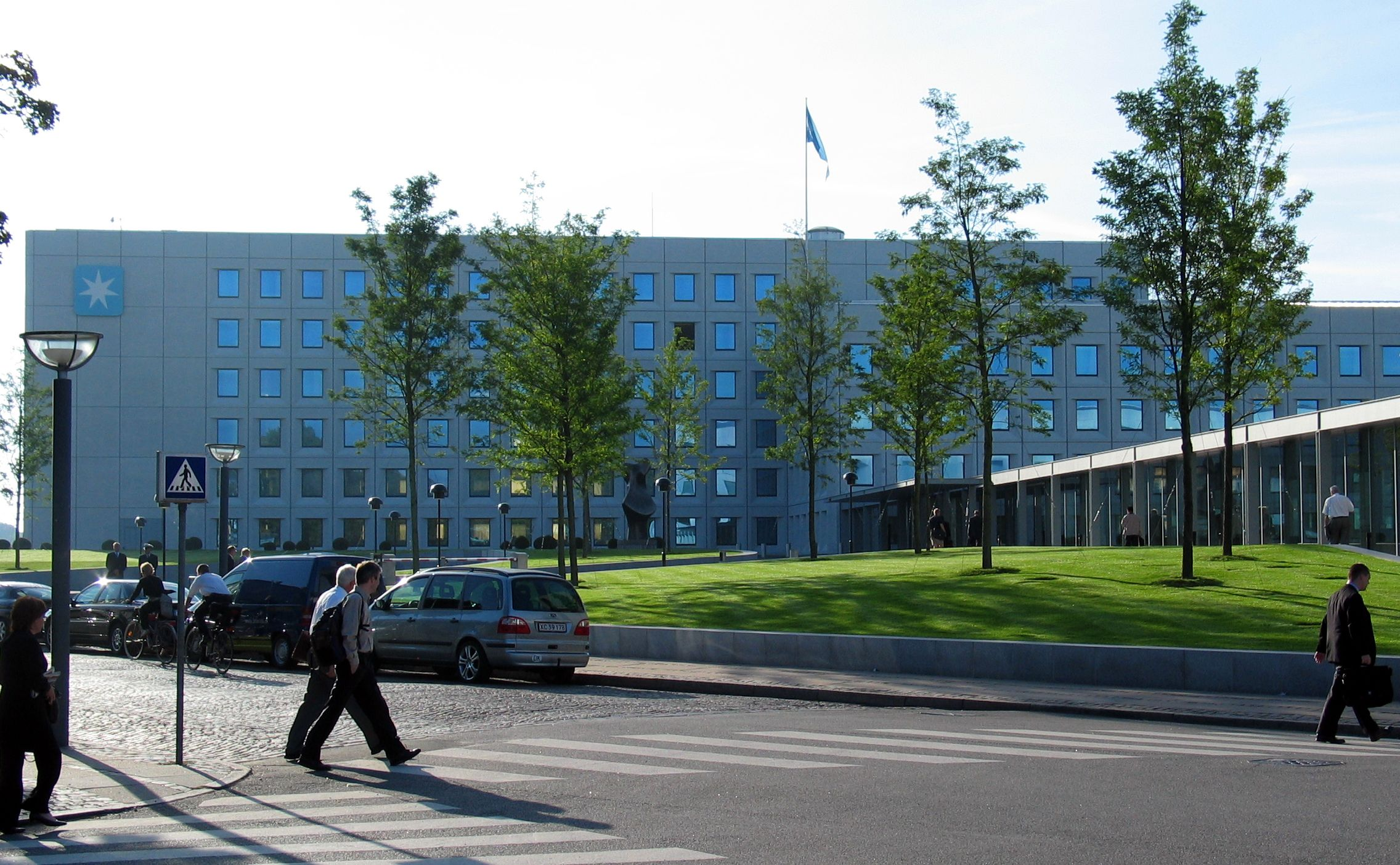
شعبهٔ مرکزی مرسک در کپنهاگ دانمارک

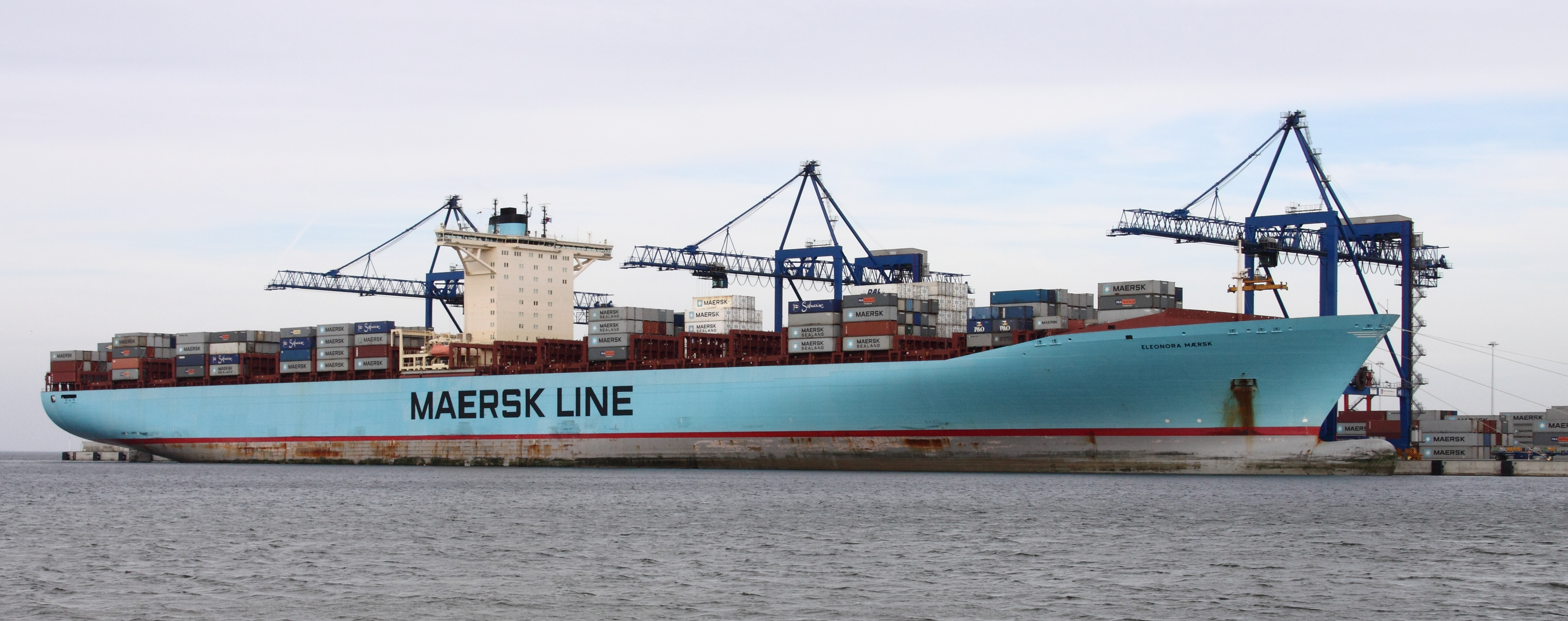
الئونورا مرسک، یکی از کشتی‌های کلاس E

گروه ای‌.پی. مولر – مِرسک (به دانمارکی: A.P. Møller – Mærsk Gruppen) یا مرسک لاین که به نام مرسک نیز شناخته می‌شود، شرکت خوشه‌ای دانمارکی است که در سال ۱۹۰۴ توسط آرنولد پیتر مولر تأسیس شد و در زمینه ترابری دریایی و صنعت نفت فعالیت می‌کند. از سال ۱۹۹۶ این شرکت به عنوان بزرگترین مجموعه کشتی‌رانی جهان نام برده می‌شود. این شرکت در عرصه‌های مختلف اقتصادی فعال است اما مشارکت عمده آن، در  بخش‌های ترابری، تدارکات و انرژی است.
دفتر مرکزی این شرکت در کپنهاگ، دانمارک و شعبه دوم ان در ابوظبی قرار دارد، دارای شعباتی در ۱۳۰ کشور جهان است و شمار کارکنانش بیش از ۸۸٫۰۰۰ نفر می‌باشد. گروه مرسک در سپتامبر ۲۰۱۶ اعلام کرد که به دو بخش جداگانه تقسیم می‌شود: بخش ترابری و  تدارکات و بخش انرژی.
در سال ۲۰۱۷ درآمد سالانه این شرکت معادل ۳۵ میلیارد دلار بوده‌است.

## همکاری با ایران
این شرکت در دهه ۱۹۵۰ (دهه ۱۳۳۰ هجری خورشیدی) همکاری خود را با ایران آغاز کرد.
در سال ۱۳۹۰ در پی تحریم شرکت تایدواتر، به اتهام ارتباط با سپاه پاسداران که مدیریت بنادر ایران را برعهده دارد، مرسک اعلام کرد که از ترابری محموله‌های باری به بندر امام خمینی، بندرعباس و بندر عسلویه صرف نظر می‌کند. حدود یک سال بعد و در پی تشدید تحریم‌های غرب علیه ایران، این شرکت فعالیت‌های تجاری خود را در ایران به‌طور کامل متوقف کرد.
سپس در مهر ماه ۱۳۹۵، پس از لغو تحریم‌های اتحادیه اروپا و آمریکا علیه برنامه هسته‌ای ایران، شرکت کشتی‌رانی مرسک اعلام کرد که فعالیت‌های تجاری خود را با ایران از سر می‌گیرد. پیش از توقف همکاری مرسک با ایران بخش بزرگی از واردات ایران، از جمله مواد غذایی و کالاهای مصرفی مثل خودرو، از طریق شبکه ترابری شرکت مرسک انجام می‌شد.
در پی خروج آمریکا از برجام، مرسک باردیگر اعلام کرد که فعالیت‌هایش در ایران را متوقف می‌کند.